# Agematsu (Nagano)
Agematsu (jap.: 上松町, -machi) ist eine Stadt in Kiso-gun in der Präfektur Nagano auf der japanischen Hauptinsel Honshū.

## Geographie
Agematsu liegt im Kisotal. Der Kiso durchfließt das Stadtzentrum von Norden nach Süden. Im Osten erhebt sich das Kiso-Gebirge. Der Kiso-Komagatake, der höchste Berg dieses Gebirges, liegt im äußersten Osten des Verwaltungsgebietes von Agematsu. Im Westen erheben sich die Höhenzüge des Adera-Gebirges. In Agematsu lebten Ende März 2010 auf 168,47 km² 5.419 Menschen. Angrenzende Kommunen sind die kreisfreie Stadt (shi) Komagane sowie das zu Kamiina-gun gehörende Dorf (mura) Miyada und die wie Agematsu zu Kiso-gun gehörenden Kommunen Kiso-machi, Ōkuwa und Ōtaki.

## Geschichte
Die Siedlungen auf dem Gebiet der heutigen Stadt Agematsu wurden am 1. April 1889 zum Dorf Komagane zusammengelegt. Mit der Ernennung zur Stadt am 1. September 1922 wurde Komagane in Agematsu umbenannt. Es war geplant, Agematsu an der Gebietsreform teilnehmen zu lassen, aus der am 1. November 2005 die Nachbarstadt Kiso-machi hervorging. Allerdings wurde die Teilnahme an dieser Gebietsreform am 26. September 2004 durch ein Referendum in Agematsu von den Einwohnern mehrheitlich abgelehnt, wodurch Agematsu bis heute als selbstständige Gebietskörperschaft fortbesteht.
Der Asteroid des äußeren Hauptgürtels (2470) Agematsu wurde nach Agematsu benannt.

## Verkehr
Durch Agematsu verläuft die von JR Central betriebene Westhälfte der Chūō-Hauptlinie von Tokio nach Nagoya. Die Bahnhöfe Agematsu und Kuramoto liegen in Agematsu an dieser Strecke. Außerdem führt die Nationalstraße 19 von Nagoya nach Nagano durch Agematsu.

## Bildungseinrichtungen
In Agematsu gibt es eine Grund- und eine Mittelschule, die sich beide in städtischer Trägerschaft befinden.

## Sehenswürdigkeiten
In Agematsu liegt Nezamenotoko, ein Durchbruch des Flusses Kiso. Daneben befinden sich die alte Kiso-Hängebrücke und zwei Wasserfälle in Agematsu.

## Weblinks

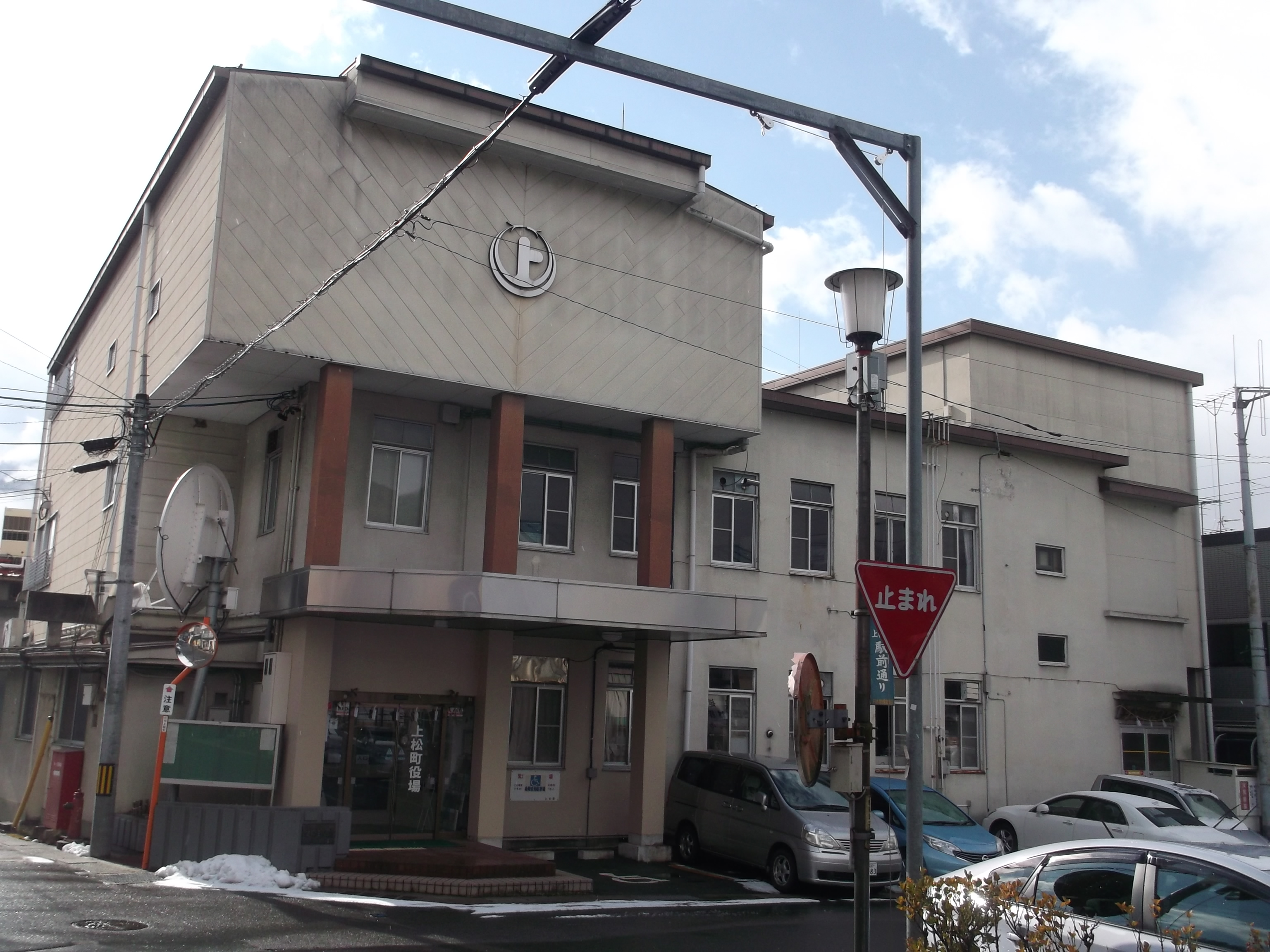
Altes Rathaus von Agematsu